# ヴィクトリア・ボルゼンコワ
ヴィクトリア・ボルゼンコワ（ロシア語: Виктория Борзенкова, ロシア語ラテン翻字: Viktoria Borzenkova, 1981年12月25日 - ）は、ロシアサンクトペテルブルク出身の女性フィギュアスケート選手で現在はプロフィギュアスケーター。2001年、2003年冬季ユニバーシアード競技大会優勝。パートナーはアンドレイ・チュヴィラエフ。

## 経歴
ロシアのサンクトペテルブルクに生まれる。1999年にアンドレイ・チュヴィラエフとペアを結成した。なお、ヴィクトリア・ボルゼンコワは身長が168センチメートルあり、ペアスケーターとしては大柄な選手であったが、パートナーのアンドレイ・チュヴィラエフも身長が200センチメートルとフィギュアスケーターとしては非常に大柄な選手であった。
2000-2001年シーズン、冬季ユニバーシアード競技大会で優勝し、翌2001-2002年シーズンからISUグランプリシリーズに参戦した。グランプリシリーズでは一度も表彰台に上ることはなかったが、ユニバーシアードでは2連覇を達成する。2004-2005年シーズン、ISUグランプリシリーズから除外されたボフロスト杯で優勝。2005-2006年シーズン、ロシア選手権で5位となりトリノオリンピック代表に選出されることはなかった。同シーズン終了後にアマチュアを引退。現在はプロスケーターとして新たなパートナーとともに活動している。

## 主な戦績
| 大会/年            | 1999-00 | 2000-01 | 2001-02 | 2002-03 | 2003-04 | 2004-05 | 2005-06 |
| ------------------ | ------- | ------- | ------- | ------- | ------- | ------- | ------- |
| 世界選手権         |         |         | 15      |         |         |         |         |
| 欧州選手権         |         |         | 7       |         |         |         |         |
| ロシア選手権       | 4       | 6       | 5       | 4       | 4       | 4       | 5       |
| GPNHK杯            |         |         |         |         |         |         | 4       |
| GPスケートカナダ   |         |         | 6       |         |         | 6       | 5       |
| GPエリック杯       |         |         |         | 6       | 7       | 4       |         |
| GPロシア杯         |         |         |         |         | 6       |         |         |
| ボフロスト杯       |         |         |         |         |         | 1       |         |
| ユニバーシアード   |         | 1       |         | 1       |         |         |         |
| フィンランディア杯 |         |         |         | 2       |         |         |         |
| ネーベルホルン杯   |         | 5       |         |         |         |         |         |

### 詳細
| 2005-2006 シーズン  |                                                        |         |         |          |
| 開催日              | 大会名                                                 | SP      | FS      | 結果     |
| 2005年12月1日-4日   | ISUグランプリシリーズ NHK杯（大阪）                    | 3 49.14 | 4 89.28 | 4 138.42 |
| 2005年10月27日-30日 | ISUグランプリシリーズ スケートカナダ（セントジョンズ） | 5 49.70 | 4 91.82 | 5 141.52 |

| 2004-2005 シーズン  |                                                        |         |         |          |
| 開催日              | 大会名                                                 | SP      | FS      | 結果     |
| 2004年11月19日-21日 | ISUグランプリシリーズ エリック・ボンパール杯（パリ）   | 4 49.66 | 4 99.30 | 4 148.96 |
| 2004年10月28日-31日 | ISUグランプリシリーズ スケートカナダ（ハリファックス） | 6 47.92 | 6 96.10 | 6 144.02 |

| 2003-2004 シーズン  |                                            |         |         |          |
| 開催日              | 大会名                                     | SP      | FS      | 結果     |
| 2003年11月20日-23日 | ISUグランプリシリーズ ロシア杯（モスクワ） | 6 52.88 | 6 98.32 | 6 151.20 |
| 2003年11月14日-16日 | ISUグランプリシリーズ ラリック杯（パリ）   | 5 51.62 | 7 92.13 | 7 143.75 |

| 2002-2003 シーズン  |                                          |    |    |      |
| 開催日              | 大会名                                   | SP | FS | 結果 |
| 2002年11月14日-17日 | ISUグランプリシリーズ ラリック杯（パリ） | 6  | 6  | 6    |
| 2002年10月4日-6日   | 2002年フィンランディア杯（ヘルシンキ）   | 4  | 1  | 2    |